# Delosperma peersii
Delosperma peersii är en isörtsväxtart som beskrevs av Lavis. Delosperma peersii ingår i släktet Delosperma, och familjen isörtsväxter. Inga underarter finns listade i Catalogue of Life.